# Alfredo Thomé de Britto
Alfredo Thomé de Britto, (Salvador, 21 de dezembro de 1863 — Itaparica, 13 de maio de 1909), foi um médico, professor e escritor, brasileiro, patrono da Cadeira 38 da Academia de Letras da Bahia e Cadeira 2 da Academia de Medicina da Bahia. .

## Biografia
Filho de Joanna Maria da Salvação Vianna e Domingos José de Britto e irmão de Luiza Fortunato de Britto. Casou-se com D. Júlia de Almeida Couto Britto, tendo como fruto desse matrimônio quatro filhos: Alfredo Couto Britto (1892-1942), médico e catedrático de Neurologia, Julieta, Álvaro e Armando.
Foi também foi genro do conselheiro Almeida Couto, “republicano histórico, abolicionista e político de projeção nacional” , também médico e diretor da Faculdade de Medicina da Bahia e concunhado de Nina Rodrigues, este casado com D. Maria Amélia Couto Nina Rodrigues.
Ingressou na Faculdade de Medicina da Bahia (Fameb), em 1880. Formando-se no ano de 1885, apresentou sua tese inaugural em 30 de setembro, denominada “Cremação e inumação perante a higiene”.
Em 1888, por concurso, tornou-se Adjunto da 1ª cadeira de Clínica Médica.
Foi responsável também por escrever a Memória História relativa à Faculdade de Medicina da Bahia em 1901
Foi diretor da Faculdade de Medicina da Bahia de  21 de agosto de 1901 a 4 de junho de 1908. Sua gestão firmou o primeiro convênio entre o Estado da Bahia e o Governo Republicano, precursor do Instituto Médico Legal Nina Rodrigues.
Ao lado da Faculdade de Medicina da Bahia que liga o Terreiro de Jesus ao Pelourinho uma placa em bronze com a seguinte afirmação “A Sociedade Acadêmica Alfredo Britto, com autorização official, avisa ao público que esta rua tem agora o nome de seu ínclito patrono”. É a Rua Alfredo Britto, em sua homenagem
Faleceu em 13 de maio de 1909, aos 43 anos de idade e 24 anos de carreira médica, na ilha de Itaparica, na casa de saúde Dr. Augusto Villaça, onde se encontrava em tratamento de uma infecção paratífica, mediada e complicada por beribéri edematoso.